# Pabstiella lobiglossa
Pabstiella lobiglossa är en orkidéart som beskrevs av Guy Robert Chiron och N.Sanson. Pabstiella lobiglossa ingår i släktet Pabstiella och familjen orkidéer. Inga underarter finns listade i Catalogue of Life.

## Bildgalleri

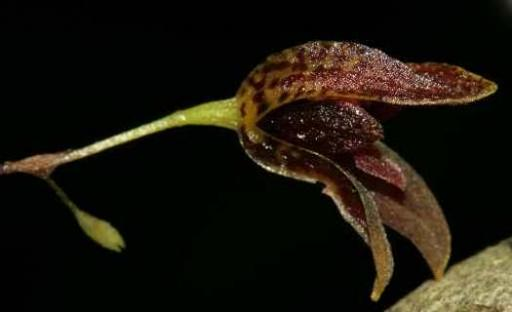